# Frank Stäbler
Frank Stäbler (Böblingen, 27 giugno 1989) è un lottatore tedesco, specializzato nella lotta greco-romana.
Vanta la partecipazione alle Olimpiadi di Londra 2012 (sconfitto da Manuchar Tskhadaia nella finale per il bronzo dei 66 kg) e a quelle di Rio de Janeiro 2016 (sconfitto ai quarti di finale dei 66 kg), oltre ad avere vinto tre titoli mondiali e due titoli europei. Ai Giochi olimpici di Tokyo 2020 ha vinto il bronzo nei 67 kg. Si è ritirato dalle competizioni agonistiche al termine del 2021.

## Palmarès
- Giochi olimpici

Tokyo 2020: bronzo nei 67 kg.
- Mondiali

Budapest 2013: bronzo nei 66 kg.
Las Vegas 2015: oro nei 66 kg.
Parigi 2017: oro nei 71 kg.
Budapest 2018: oro nei 72 kg.
Nur-Sultan 2019: bronzo nei 67 kg.
- Europei

Belgrado 2012: oro nei 66 kg.
Vantaa 2014: bronzo nei 66 kg.
Roma 2020: oro nei 72 kg.
- Giochi europei

Baku 2015: bronzo nei 71 kg.